# Giovanni Curcuas (IX secolo)
Giovanni Curcuas (in greco bizantino: Ἰωάννης Κουρκούας, Ioannes Kourkouas; fl. IX secolo) era un alto comandante militare bizantino che guidò una congiura contro l'imperatore Basilio I il Macedone.

## Biografia
Giovanni Curcuas (o Κροκόας, Krokoas negli scritti di Simeone Logoteca, Giorgio il Monaco e altri) è il primo membro noto della famiglia Curcuas. Il nome della famiglia è armeno, essendo un'ellenizzazione del nome "Gurgen", e provenivano da Dokeia (odierna Tokat) nel Tema Armeno.
Giovanni Curcuas era il comandante (domestikos) del reggimento d'élite degli Hikanatoi e guidò una cospirazione contro l'imperatore Basilio I il Macedone (867-886). Furono coinvolti non meno di 66 membri del Senato e dell'aristocrazia, tra cui il comandante della guardia del corpo imperiale, l'Hetaireia, e nobili di spicco. I cospiratori intendevano colpire il giorno dell'Annunciazione, ma la congiura fu denunciata dal ciambellano di Curcuas. L'imperatore fece un processo pubblico ai cospiratori nell'Ippodromo di Costantinopoli, condannandoli alle percosse e alla tonsura forzata; i capelli rimasti furono bruciati. Poi l'imperatore guidò la processione festiva per la festa dell'Annunciazione, costringendo i cospiratori a marciare nudi dietro di lui. Furono quindi banditi e i loro beni confiscati.
Le fonti differiscono sulla datazione esatta della vicenda: il Teofane Continuato e Giovanni Scilitze (che segue Continuato) la collocano intorno all'877/78, ma gli studiosi moderni la collocano nell'886. Scilitze dà addirittura al capo della congiura il nome di Romano invece che di Giovanni, ma le altre cronache sono chiare nell'attribuire questi eventi a Giovanni. Il racconto di Scilitze potrebbe essere una confusione dovuta al nome del figlio di Giovanni (forse anche al nome del padre).
Giovanni era il nonno omonimo dell'illustre generale del X secolo Giovanni Curcuas.